# Inquietudine (romanzo)
Inquietudine è un romanzo di spionaggio scritto nel 2006 da William Boyd. Da questo soggetto la BBC ha tratto nel 2012 la serie televisiva Restless.

## Trama
Ruth Gilmartin è una rispettabile insegnante di lingue che vive in Inghilterra educando un figlio e preoccupandosi per l'anziana madre che ogni tanto sembra dare segni di pazzia nella sua casa in un pittoresco villaggio del Cotswold. Tutto scorre tranquillamente fino a quando scopre che la mamma, nel 1939 si chiamava Eva Delectorskaya ed era una giovane emigrata russa a Parigi pronta ad arruolarsi come agente segreto ed affrontare la Seconda Guerra Mondiale tra l'Europa e gli Stati Uniti. Costretta a scappare dai suoi stessi colleghi che la volevano assassinare diventò Sally Gilmartin e nascose per sempre la sua vecchia identità.
Ma i fantasmi del passato ritornano quaranta anni dopo e Sally è costretta a chiedere aiuto alla figlia per portare a termine la sua vendetta.

## Personaggi principali
- Ruth Gilmartin.
- Eva Delectorskaya.
- Jochen Gilmartin.

## Premi
Nel 2006 questo romanzo ha permesso a William Boyd di vincere il prestigioso Costa Book Award.

## Edizioni
- William Boyd, Inquietudine, traduzione di Vincenzo Mingiardi, Neri Pozza, 2006,  p. 351, 9788854501362.